# 犀川 (岐阜県)
犀川（さいがわ、さいかわ）は、木曽川水系の一級河川。岐阜県本巣市・瑞穂市・大垣市・安八郡安八町を流れる。長良川・揖斐川を経て伊勢湾に至る木曽川の3次支川。

## 地理

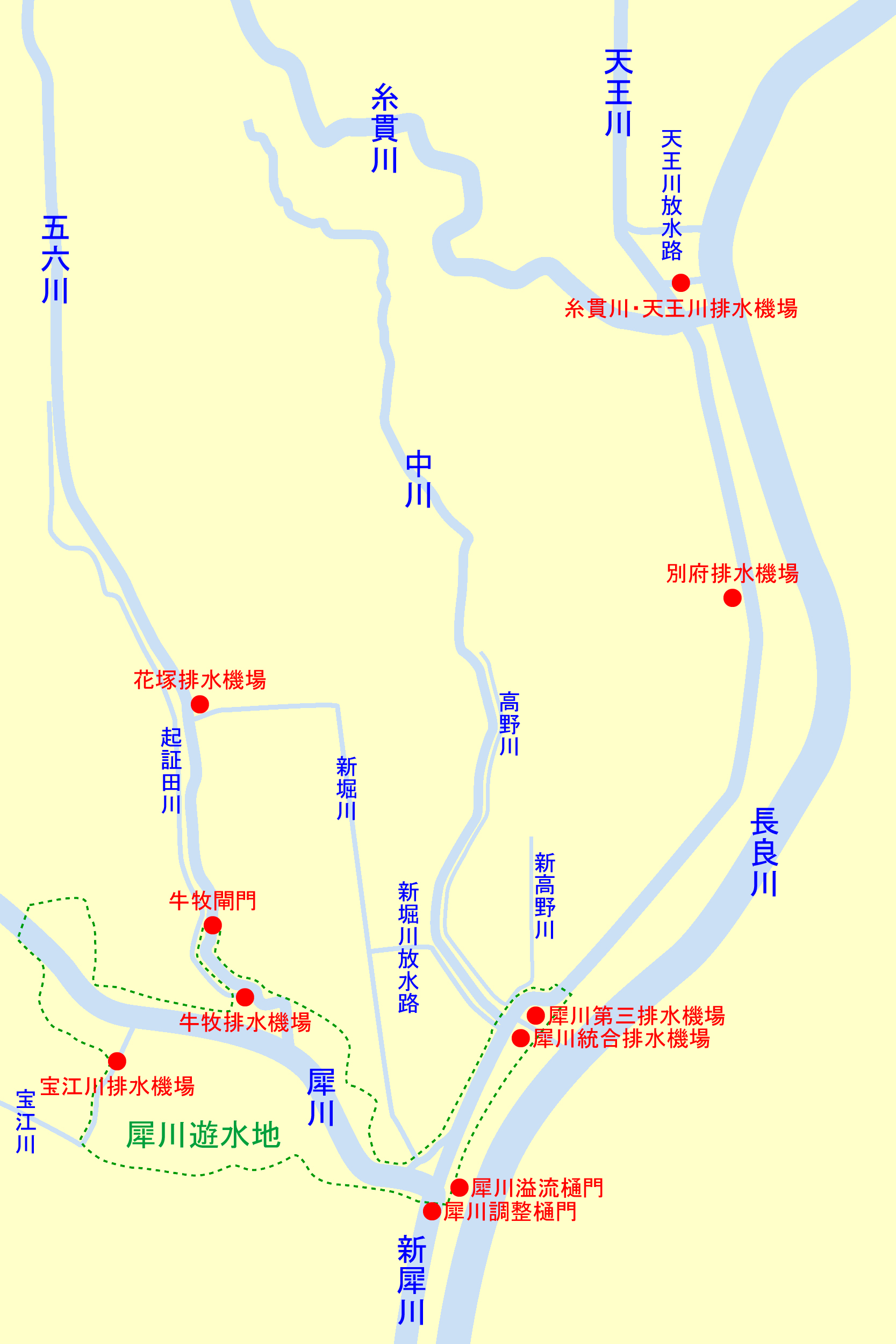
犀川および関連河川と河川施設の関係図

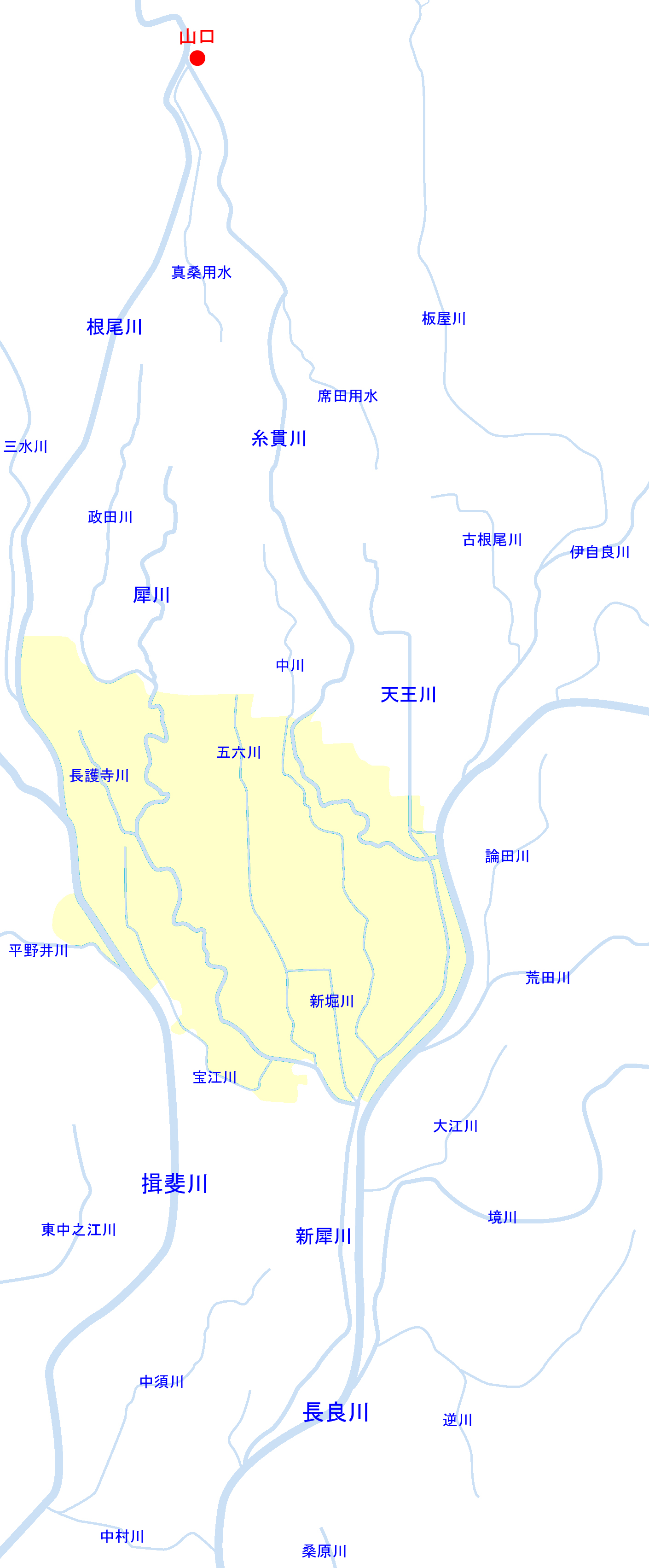
現在の瑞穂市（着色部）周辺河川の位置関係図

岐阜県本巣市山口で根尾川から取水した真桑用水の水や、根尾川扇状地の扇端部の湧き水を水源として、本巣市下真桑付近を基点として犀川となる。
本巣市下福島付近で政田川と合流し、長護寺川と合流する旧巣南町付近からはかつての氾濫による自然堤防の発達が見られ、両岸に形成された五六輪中などの輪中の間を通る。瑞穂市牛牧付近で宝江川、瑞穂市祖父江付近で五六川、墨俣城に近い大垣市墨俣町墨俣付近で新堀川・天王川と合流する。
天王川合流点付近は、犀川および天王川沿いの面積約70ヘクタールの範囲が遊水地として設定されている。遊水地からの排水は、平時は「犀川調整樋門」を通じて新犀川へと流され、安八郡安八町森部付近まで長良川と並行を続けた後に、堤防をくぐって長良川の河川敷に入って安八町大森付近で長良川に合流する。増水時は犀川調整樋門が閉じられ、長良川堤防に設置された「犀川溢流樋門」から長良川へと直接排水される。新犀川が整備される以前は犀川溢流樋門の地点で常時長良川に合流していた（犀川事件を参照）。
さらに水位が増すと、長良川への排水に天王川沿いの上流に設置された「犀川統合排水機場」と「犀川第三排水機場」も利用される。なお、平時は犀川統合排水機場は新堀川放水路、犀川第三排水機場は高野川・新高野川の水を天王川を伏せ越しして長良川へと排水するために利用されている。かつては「犀川第一排水機場」「犀川第二排水機場」もあったが老朽化したために、2011年（平成23年）に犀川統合排水機場が設置された後に撤去された。なお、犀川・天王川合流点付近の墨俣城の西側には、効率的な排水を目的として犀川から天王川へと至る分水路が整備されている。
なお、大垣市墨俣町の墨俣城付近にある犀川堤は桜の名所であり、飛騨・美濃さくら三十三選に指定されている。

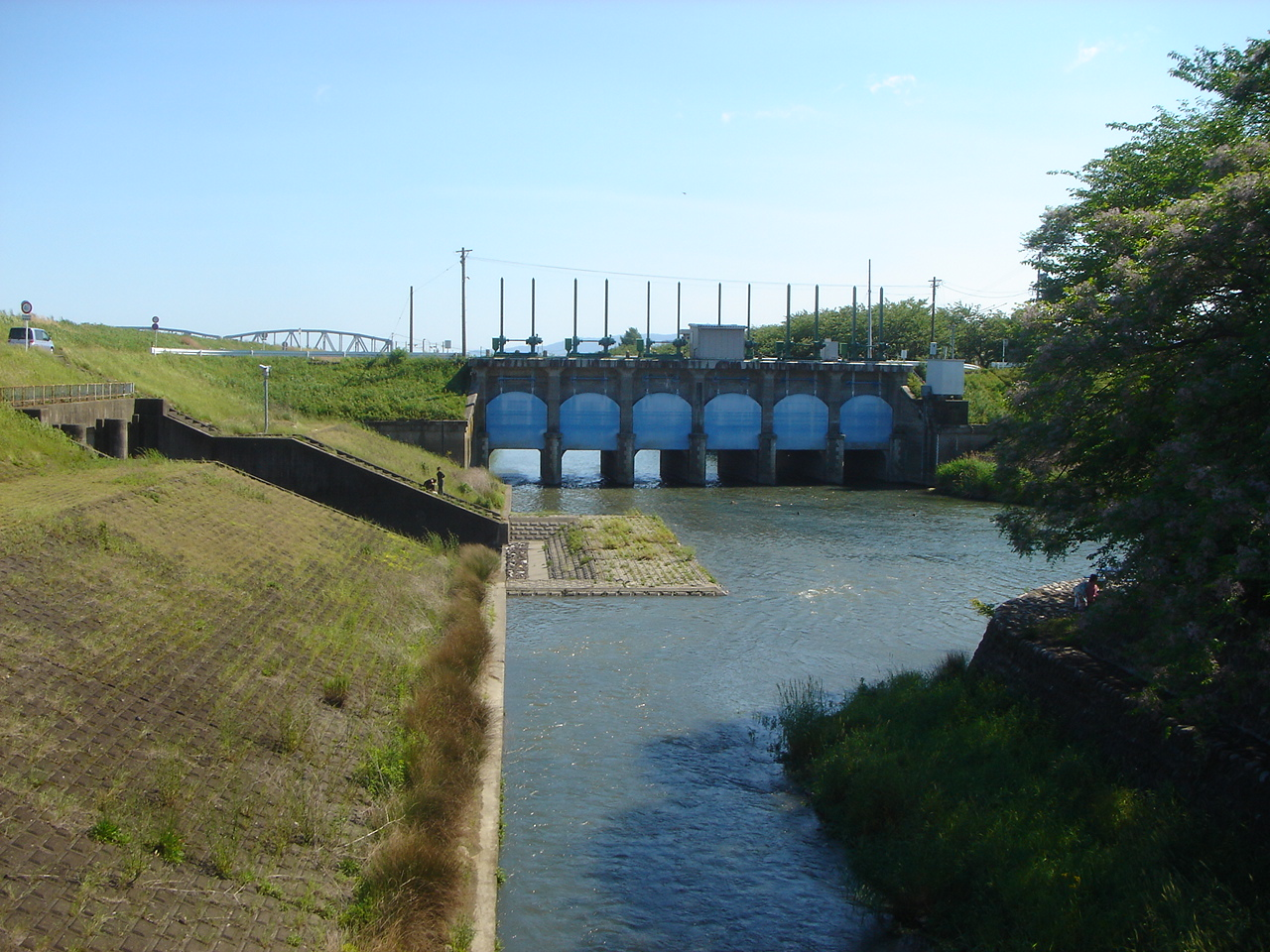
天王川との合流点。左に犀川溢流樋門があり長良川に接続。奥の水門（犀川制水樋門）から新犀川となる。
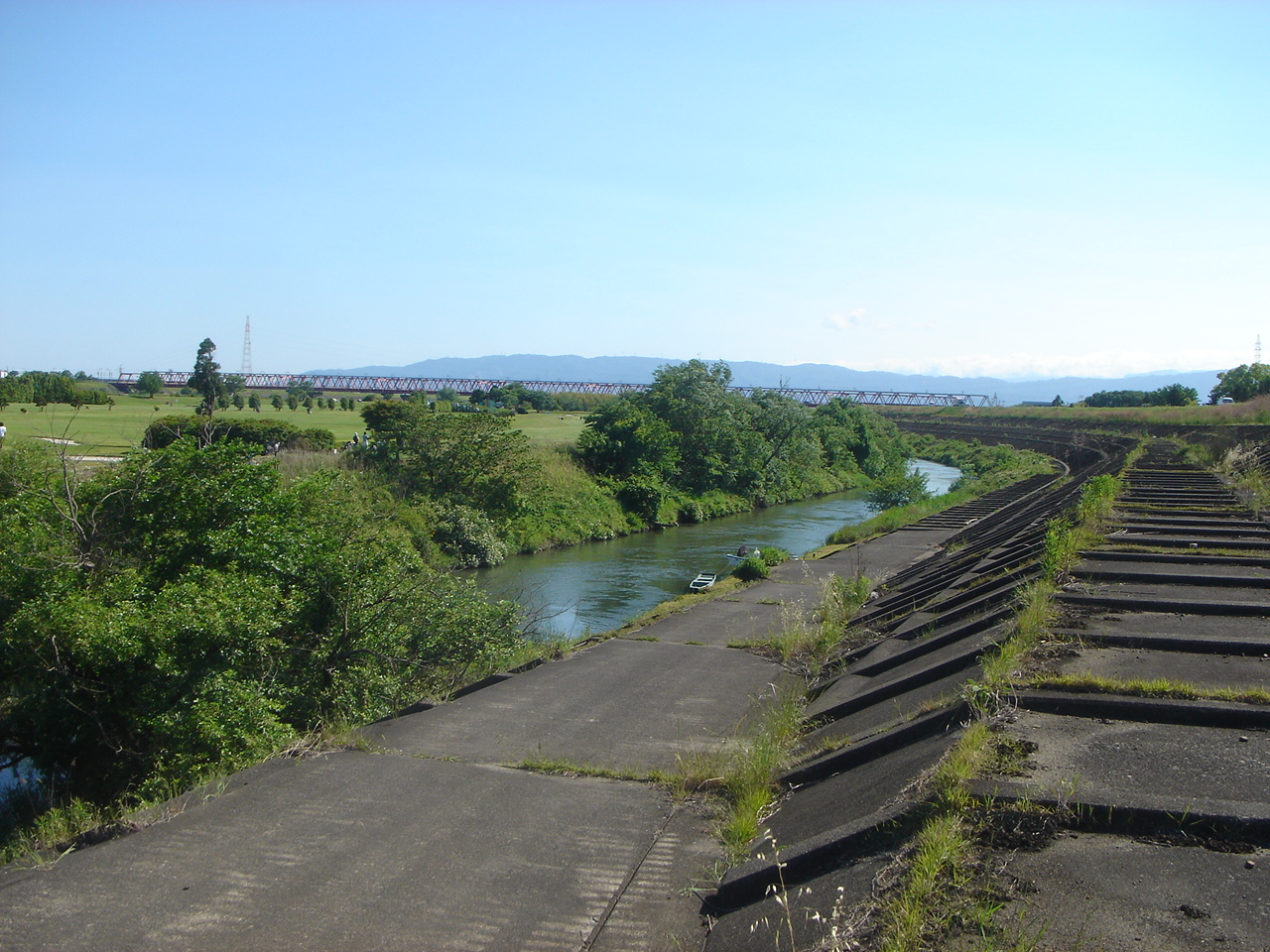
長良川河川敷を流れる新犀川
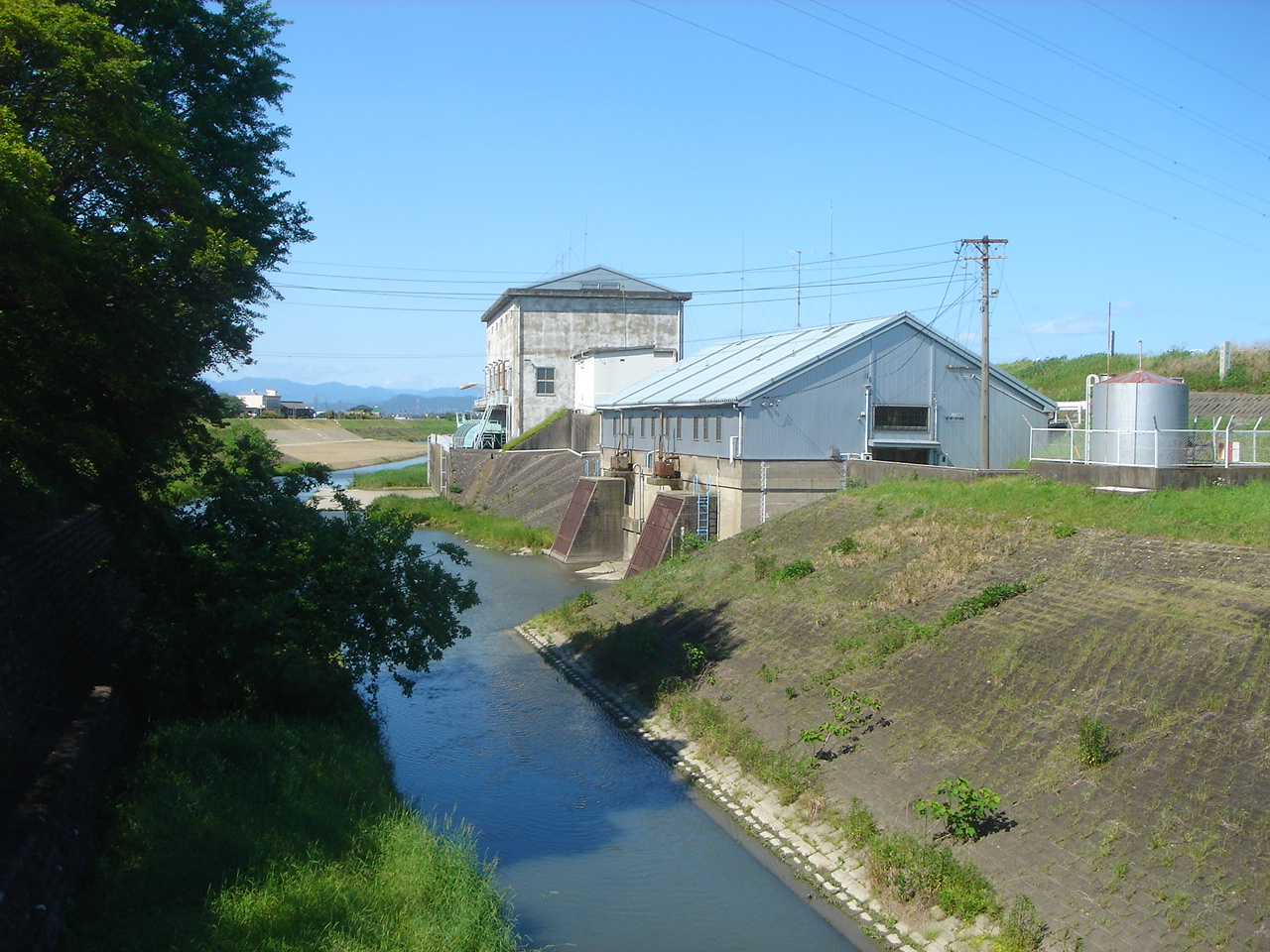
支流の天王川にあった犀川第1排水機場

## 歴史

### 犀川の成立

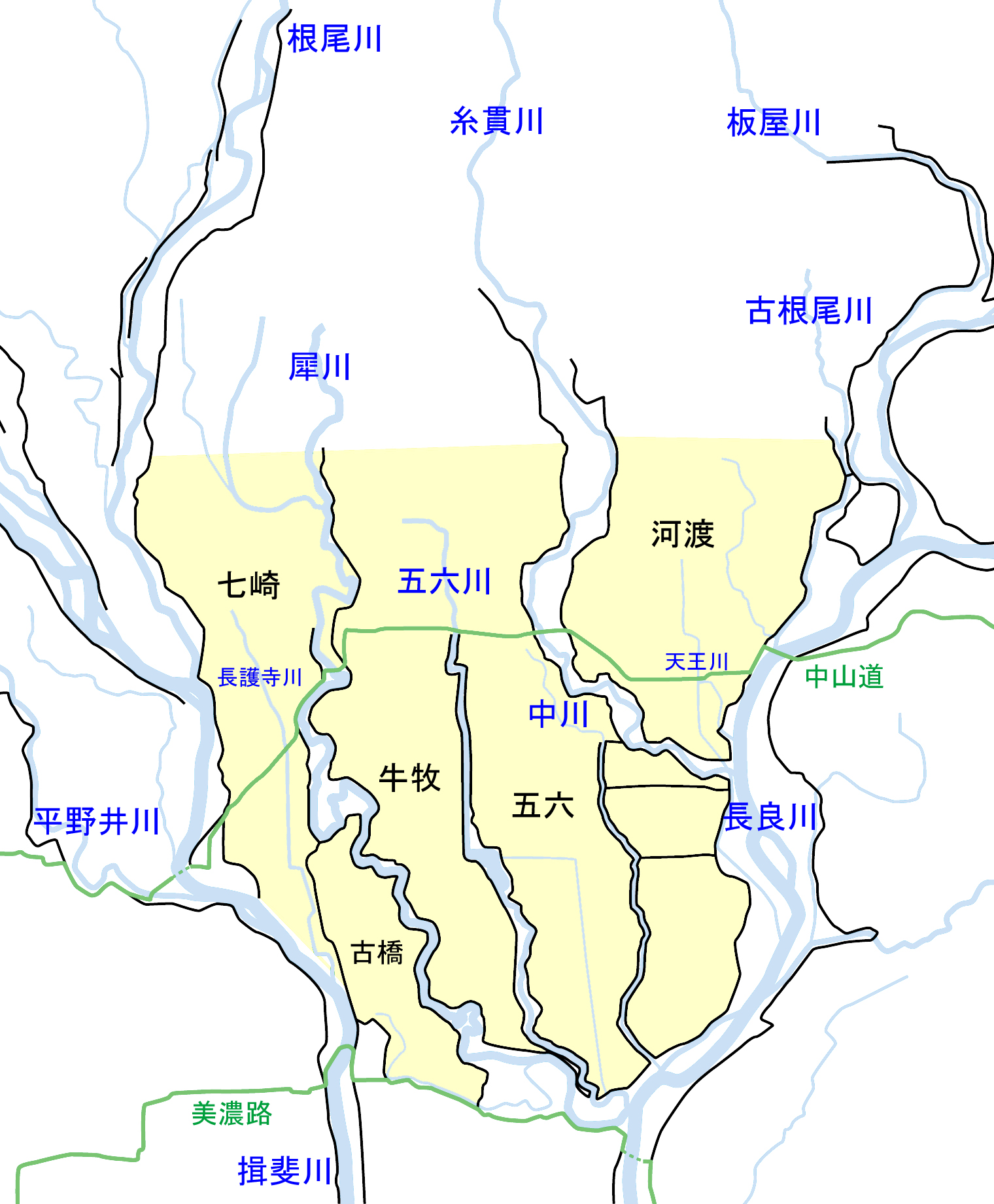
明治時代初期の犀川と周辺河川、および輪中の分布

本巣市山口付近から本巣市海老・本巣市下真桑・本巣郡北方町北方付近は根尾川の扇状地に相当し、扇状地上を流れる犀川・糸貫川などは古い根尾川本流や支流の河道跡を流れる。古代に郡が制定されると、犀川が本巣郡と大野郡の郡境となったことから、この当時の根尾川の本流は犀川筋であったと推定される。その後、奈良時代に発生したとされる洪水で根尾川本流は糸貫川筋へと移る。
1530年（享禄3年）の大洪水で根尾川がおおよそ現在の流れに移ると、分派口が塞がれた犀川は根尾川から切り離される。その後、元分派口付近には席田用水の取水口が設けられ、真桑用水を分流して犀川へと流していたが、席田用水と真桑用水との間で水量を巡る争いが発生する（詳細は席田用水を参照）。

### 江戸時代中期の改修計画
五六輪中の周辺では、糸貫川・中川・五六川・犀川が比較的短い区間で相次いで長良川に合流していた。中でも特に犀川の排水は悪く水害常襲地帯であったため1705年（宝永2年）以前に両岸に堤防が築かれていたが、宝暦治水によって1752年（宝暦2年）に大榑川に食違堰が設けられると長良川の水位は上昇してさらに排水が悪化する。こうした事情から、1700年代後半には排水路の整備が検討されるようになる。
江戸時代中期の計画では現在の瑞穂市牛牧付近の五六川から南へと新川を開削して犀川を合流させ、さらに新川を墨俣輪中を縦断して森部輪中の西を通り、福束輪中を縦断して大榑川へと繋ぐ内容であった。同時に長良川右岸・揖斐川左岸堤防の整備も行い、間にある五六川・犀川・中須川・中村川を締め切る予定であった。この計画は下流域にある輪中の反対を受けて実現には至らなかったが、後の時代まで類似した計画が幾度となく提案されることとなる。

### 幕末の改修
幕末になると、五六輪中における治水の主眼は五六川から犀川へと移る。嘉永年間や1866年（慶応2年）に墨俣輪中を縦断する犀川の排水路が計画されるが、これも墨俣輪中などの反対により実現しなかった。
1867年（慶応3年）には墨俣輪中北端の「城ノ越」（墨俣城址）に沿って犀川を北流させ、五六川と合流して長良川に合流する計画が立てられようやく許可を得るが、当時の資料が残されていないため詳細は不明な部分が多い。この工事によって犀川と五六川は狭い合流部から長良川に注ぐ形となったため、あまり芳しい結果とは言えなかった。

### 明治の改修
明治となり木曽三川の改修工事が検討されると、岐阜県は五六川を現在の野白新田で犀川に合流させ、墨俣城址南部に新水路を開削して長良川に流す計画を立案してヨハニス・デ・レーケに諮問する。
デ・レーケは「計画は十分ではなく、より下流で排水する必要があるが、それには多くの費用が必要だ」と答申した。デ・レーケが1886年（明治19年）6月ごろまでに作成した「木曽三川改修計画図」では、五六川は下流部を拡幅するなどして単独で長良川に合流し、犀川は下流部を廃川として長護寺川へと合流させることが計画されていた。
最終的に岐阜県は1886年（明治19年）12月に当初計画どおりの内容で内務大臣に工事の許可を得て、折りしも発生した濃尾地震の復興工事として1891年（明治24年）に施工された。しかしデ・レーケの指摘どおり芳しい結果は得られなかった。

### 大正から昭和の改修

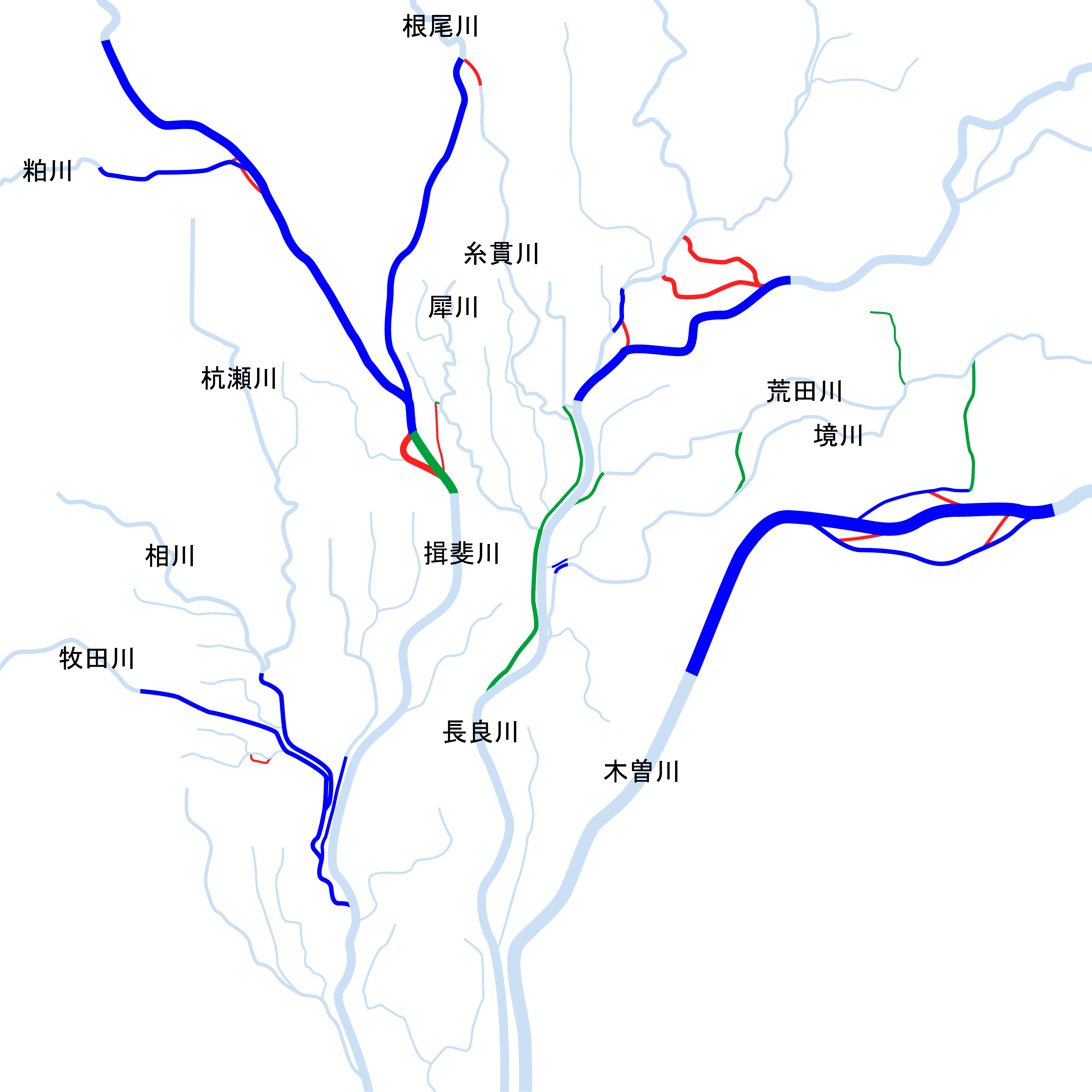
木曽川上流改修工事前後の河道比較。青線部が拡幅・線形改善などが行われた箇所、緑線部が新規開削箇所、赤線部が廃川など。

1921年（大正10年）から木曽川上流改修工事が着手される。1922年（大正11年）に本巣郡南部の村は、犀川・五六川・中川・長護寺川を合流させ、墨俣輪中を縦断するように開削した新川へと流す工事を計画する。
安八郡7町村はこの計画について岐阜県や農林省に対して一貫して反対の姿勢を示すが、1928年（昭和3年）4月の帝国議会において犀川改修の予算案が議決される。これを受けて1929年（昭和4年）1月7日に反対住民3000人が岐阜県庁に集結し、安八郡7町村の町村長及び役場全職員は県知事に対し辞表を提出する騒動となった。この騒動により、安八郡を所管する大垣警察署は取締りのために1月8日に安八郡に警察官を派遣するが、各地で集まった反対住民と警察官の衝突へと発展し、1月9日には陸軍が出動して事態の鎮圧にあたった。これを「犀川事件」（第1次犀川事件）と呼ぶ。
この事件を受けて1930年（昭和5年）に計画は見直され、1936年（昭和11年）に長良川に沿って南へと流れる新流路（新犀川）が完成した。また、この工事で長護寺川は犀川との接近部で犀川に切り落とされ、下流側は締め切りが行われた。

## 主な橋

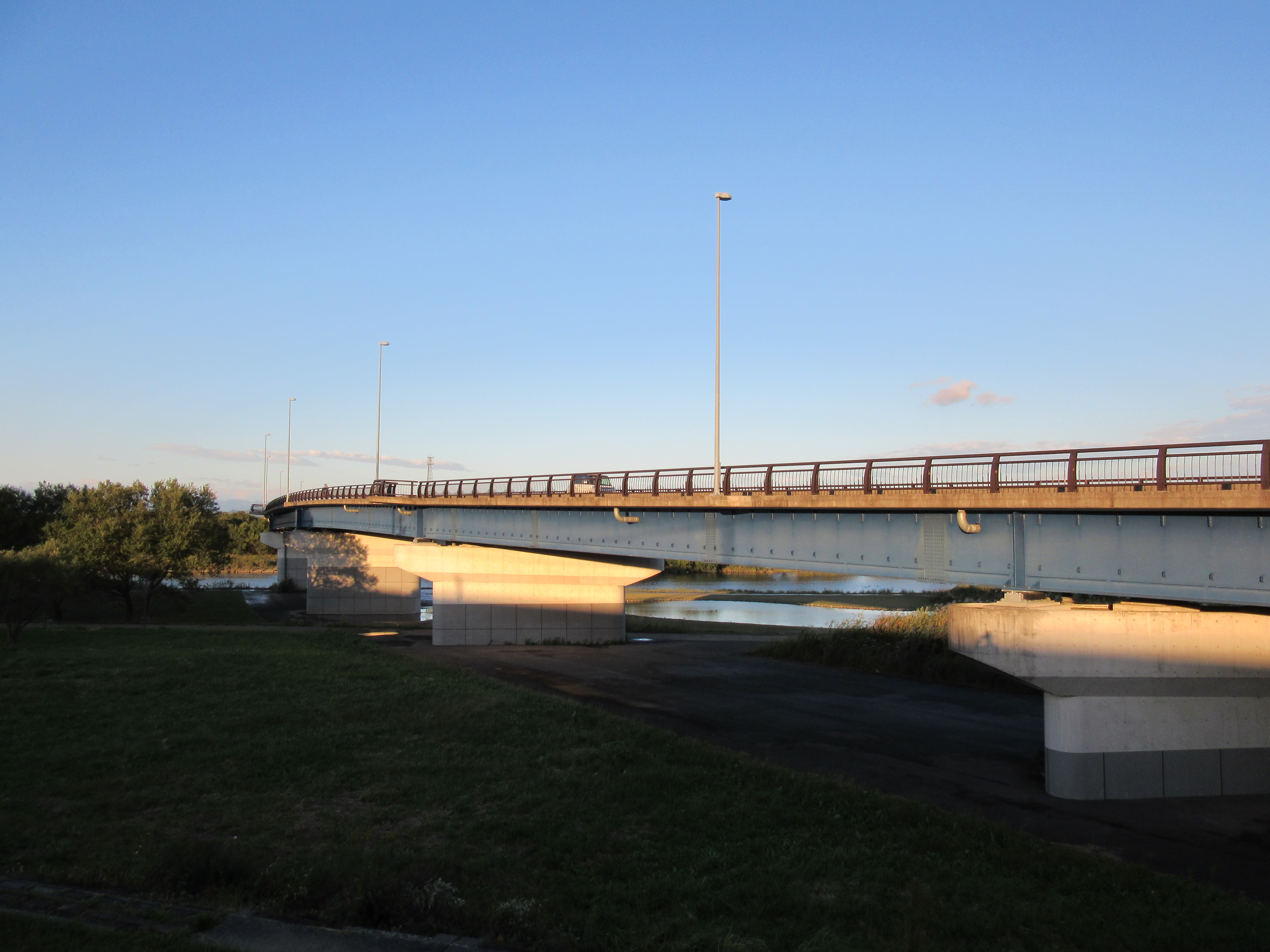
神明橋（岐阜県道159号北方真正大野線）
- 軽海城橋（岐阜県道53号岐阜関ケ原線）
- 十九条橋（岐阜県道204号穂積巣南線）
- 下犀川橋
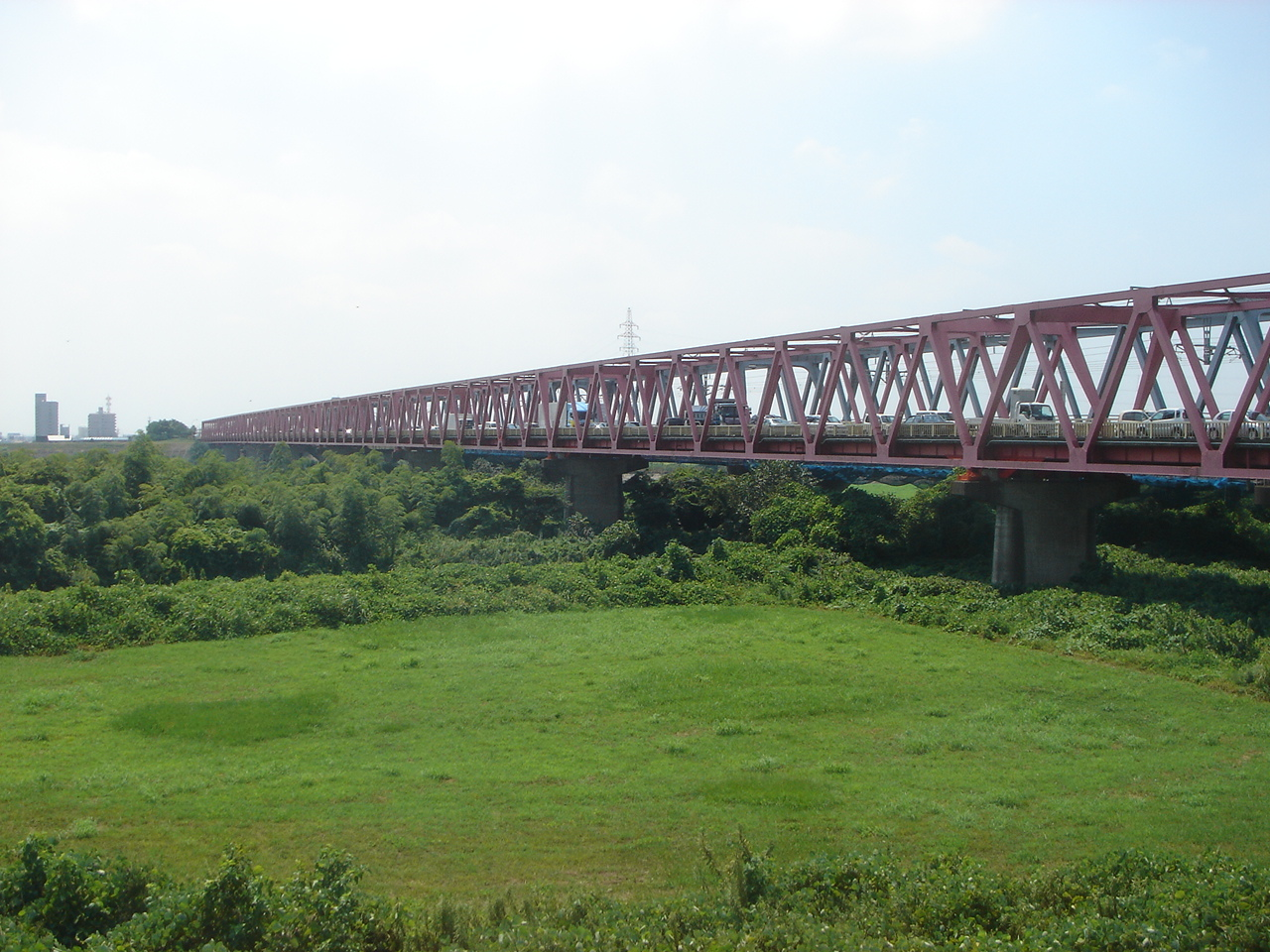
犀川橋（国道21号岐大バイパス）
- 忠太橋（岐阜県道171号美江寺西結線）
- 犀川大橋（岐阜県道23号北方多度線）
- 新犀川橋（岐阜県道172号牛牧墨俣線）

（以下は新犀川）
- 墨俣橋（岐阜県道31号岐阜垂井線）
- 羽島大橋（岐阜県道18号大垣一宮線）

- 犀川大橋
- 羽島大橋